# Ilizia
Ilizia (in greco antico: Εἰλείθυια?, Eilèithyia) è una figura della mitologia greca, probabilmente una divinità preolimpica. In taluni casi, in particolare nell'Iliade, è indicata dai narratori in forma plurale, "le Ilizie".
Divinità della fertilità, del parto e dell'ostetricia, è citata da numerose iscrizioni di nascite. Il suo culto è associato a Creta e alla città di Amniso, e il suo nome appare in alcune tavolette di Cnosso, redatte in Lineare B, che sono state analizzate attentamente e che mostrano una continuità di culto dal neolitico all'epoca classica. Una particolarità è che essa risulta essere l'unica dea minoica a non avere per nome un aggettivo sostantivato.
Figlia di Zeus e di Era, e dunque sorella di Ebe, Eris, Ares ed Efesto, come è descritta da Esiodo, Apollodoro e Diodoro Siculo, viene altre volte identificata con Artemide, con Era o Demetra, tramite un procedimento di ipostasi. A Roma si confuse spesso anche con Giunone Lucina, mentre Pausania la descrive come brava filatrice e più anziana di Crono, identificandola nelle Moire. Secondo un inno del poeta Oleno di Delo, è un'iperborea, ed è la madre di Eros.
È descritta come presente alla nascita di numerosi dei, tra i quali Eracle, Apollo e Artemide. Secondo il III Inno Omerico ad Apollo, Hera catturò Ilizia, mentre stava tornando dal nord dagli Iperborei, per ostacolare le doglie di Leto per Artemide ed Apollo, essendone Zeus il padre. Le altre dee presenti a Delo per assistere alla nascita, mandarono allora Iris a prenderla. Non appena Ilizia mise piede sull'isola, iniziarono le doglie.

## Funzione divina
Inizialmente le Ilizie (nel plurale utilizzato da Omero) erano coloro che provocavano i dolori del parto. Solo successivamente, a Creta, l'Ilizia fu venerata come dea della fertilità, prima di affermarsi a Delo. Col passare del tempo il culto si diffuse in molte città Greche, in Etruria e in Egitto, e la sua funzione diventò quella di aiutare le partorienti.

## Santuari, iconografia e simbologia
La rappresentazione della dea non è costante, sebbene possano notarsi dei tratti peculiari comuni. Ad esempio, essa appare frequentemente nella ceramica durante la nascita di Atena e Dioniso.
Nella nascita di Atena appaiono più precisamente due Ilizie, con le mani protese al cielo, nel gesto dell'epifania.
Ad Ilizia furono consacrate delle caverne (probabilmente simboleggianti l'utero), che si ritiene fossero il suo luogo di nascita così come quello del suo culto, come menziona chiaramente l'Odissea; una delle più importanti è quella di Amniso, il rifugio di Cnosso, dove sono state trovate stalagmiti che probabilmente la rappresentano. La caverna di Creta ha suggestive stalattiti dalla forma di una doppia dea che causa le doglie e le ritarda; inoltre sono state anche trovate delle offerte votive. Qui fu probabilmente adorata durante il periodo Minoico-Miceneo.
Nel periodo classico, si trovano santuari di Ilizia nelle città cretesi di Lato e Eleutherna ed una grotta sacra ad Inatos.
Pausania, nel II secolo, fece un resoconto di un tempio arcaico ad Olimpia, con una cella dedicata al serpente salvatore della città (Sisipolis) e ad Ilizia. In esso è raffigurata Ilizia come una sacerdotessa-vergine che sfama un serpente con dolci torte di orzo ed acqua. Il tempio, infatti, commemora l'apparizione improvvisa di una vecchia con un bambino fra le braccia, proprio quando gli Eli stavano per essere minacciati da Arcadia; il bimbo, posto a terra fra i contendenti, si mutò in serpente, spazzando via gli Arcadi in volo, per poi sparire dietro la collina.
Ad Atene, stando a quanto scrisse Pausania, erano presenti molte raffigurazioni di Ilizia, una delle quali era stata portata da Creta; egli menzionò inoltre santuari di Ilizia a Tenea, ad Argo ed uno estremamente importante ad Aigion.
Molto interessante la terracotta dell'Heraion alla foce del Sele (conservata al Museo Archeologico Nazionale di Paestum) in cui la dea viene rappresentata nuda e in ginocchio dietro un mantello sostenuto da due genietti alati.
Ilizia, insieme ad Artemide e Persefone è spesso raffigurata con in mano delle torce per portare i bimbi verso la luce, fuori dall'oscurità; nella mitologia Romana infatti la sua controparte è rappresentata da Lucina (della luce).
Nei santuari greci sono presenti piccole figure votive di terracotta (kourotrophos) che raffigurano una bambinaia immortale che si prende cura di bimbi divini. Si pensa che questa figura possa essere collegata a Ilizia.